# مركز الآثار الوطنية

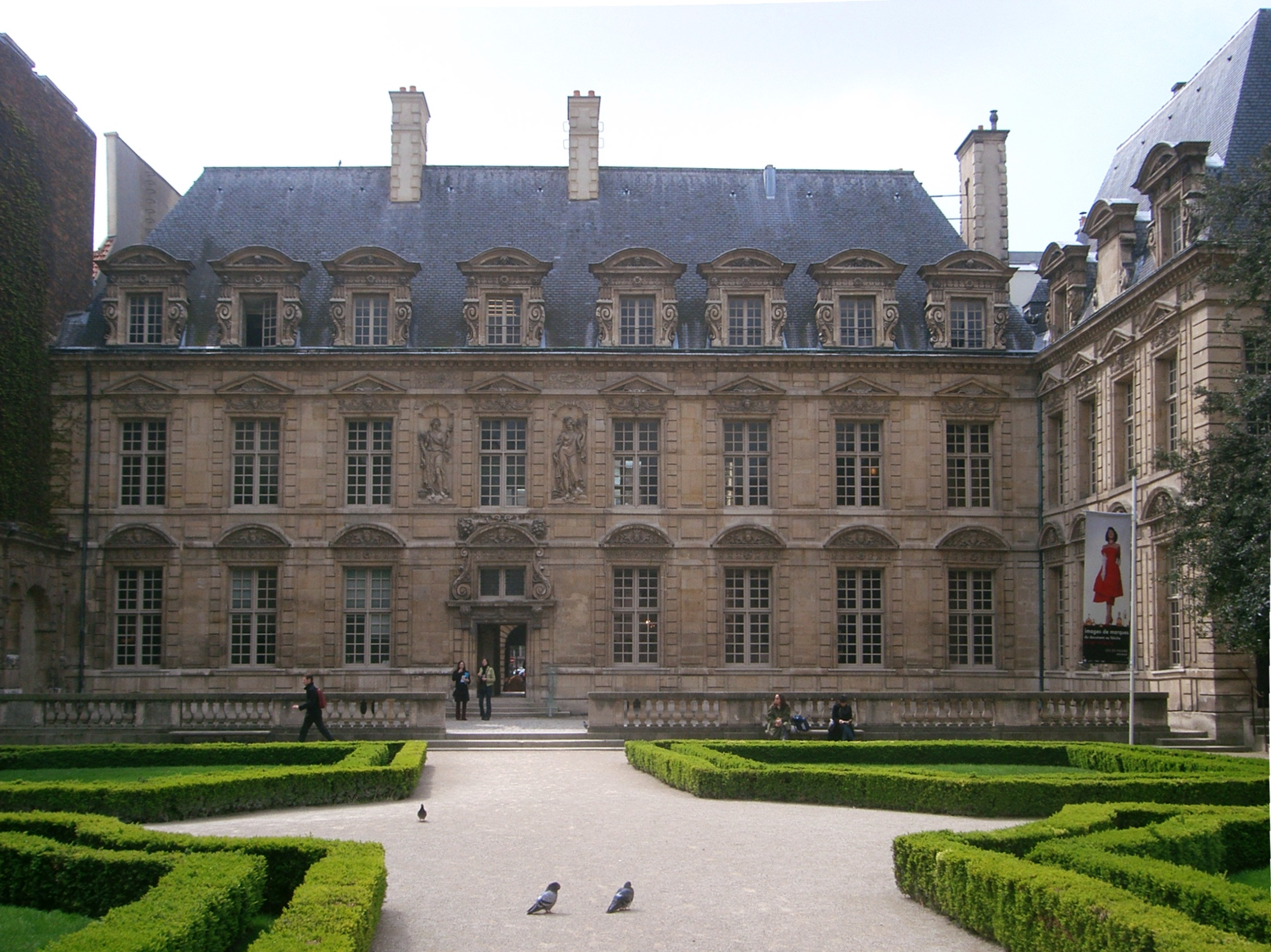
فندق دي سولي في باريس، المقر الرئيسي لمركز الآثار الوطنية

مركز الآثار الوطنية (CMN) هو هيئة حكومية فرنسية ( مؤسسة عامة ذات طابع إداري ) تعمل على حفظ وترميم وإدارة المباني والمواقع التاريخية التي تعد ملكًا للدولة الفرنسية . يتم إدارتها من قبل وزارة الثقافة الفرنسية .
تتحمل هيئة الحفاظ على التراث الثقافي غير المادي مسؤولية صيانة حوالي 85 معلمًا أثريًا، بدءًا من الصخور الضخمة التي تعود إلى عصور ما قبل التاريخ في كارناك ، والتحصينات التي تعود إلى العصور الوسطى مثل الأبراج في لا روشيل ، وقلاع عصر النهضة مثل أزاي لو ريدو ، إلى فيلا سافوي التي صممها لو كوربوزييه . كما تتولى الهيئة مسؤولية جعل هذه المعالم الأثرية متاحة للعامة، وتعزيز فهم التراث الذي تمثله من خلال نشر الكتب والأدلة، تحت عنوان "طبعات التراث" "بالفرنسية: Éditions du patrimoine" .
في عام 2008، بلغ إجمالي عدد زوار مواقع المركز ما يقرب من 8.5 مليون زائر.  بلغت الميزانية السنوية للمركز 120 مليون يورو في عام 2009، والتي كانت تأتي في المقام الأول من مبيعاته الخاصة، فضلاً عن التبرعات والدعم من وزارة الثقافة. يقع مقر المنظمة في فندق دي سولي في شارع سانت أنطوان في باريس . 

## روابط خارجية
- الموقع الرسمي

قالب:Établissement public à caractère administratif